# Bascapè
Bascapè là một đô thị ở tỉnh Pavia trong vùng Lombardia của Ý, có cự ly khoảng 20 km về phía đông nam của Milan và khoảng 20 km về phía đông bắc của Pavia. Tại thời điểm ngày 31 tháng 12 năm 2004, đô thị này có dân số 1.630 người và diện tích là 13,1 km².
Ngày 27/10/1962, Enrico Mattei trên chuyến bay từ Catania, Sicilia đi Sân bay Linate Milano, đã chết khi máy bay phản lực Morane-Saulnier MS-760 rơi ở vùng quê gần. 
Bascapè giáp các đô thị sau: Carpiano, Casaletto Lodigiano, Caselle Lurani, Cerro al Lambro, Landriano, Torrevecchia Pia, Valera Fratta.